# Красные стрелы
Красные стрелы (англ. Red Arrows) — пилотажная группа Королевских ВВС Великобритании.

## Характеристика
Пилотажная группа базируется на авиабазе Скемптон (англ. RAF Scampton) вблизи Линкольна. Группа была создана в конце 1964 года как объединённая группа Королевских ВВС, заменив несколько неофициальных групп, существовавших до неё.
Группа летала на самолётах Folland Gnat, унаследованных от пилотажной группы RAF Yellowjacks. Самолёт был выбран из-за относительной дешевизны эксплуатации (в сравнении с фронтовыми истребителями). В первый же сезон группа участвовала в 65 показательных выступлениях во многих странах Европы. Первоначально в группе было всего 7 самолётов, но в 1966 году их количество было увеличено до 9. Наличие 9 самолётов позволяет получить в воздухе формацию Ромб из девяти (Diamond 9), являющуюся визитной карточкой группы и изображённой на её эмблеме. В конце 1979 года группа сменила самолёты на BAE Hawk.
«Красные стрелы» к настоящему времени участвовали уже более чем в 4000 показах в более чем 50 странах мира.

## История группы
Первый состав пилотажной группы возглавляемой Ли Джонсом, состоял из семи пилотов. Первый показ состоялся в Великобритании 6 мая 1965 года на авиабазе Литл-Риссингтон (англ. RAF Little Rissington) в присутствии прессы.
Три дня спустя состоялся показ в Клермон-Ферране во Франции. За первый сезон выступлений «Красные стрелы» выступали на показах 65 раз в Великобритании, Франции, Италии, Голландии, Германии и Бельгии.

## Авиационные происшествия и катастрофы
- 1969 — Два самолёта группы разбились.
- 1971 — Два самолёта группы столкнулись при маневрировании.
- 1980 — При проведении авиашоу в Суссексе самолёт столкнулся с мачтой яхты, пилот спасён.
- 1986 — Столкновение двух самолётов группы на ВПП.
- 2007 — Столкновение самолётов группы во время тренировочных полётов вблизи авиабазы Скемптон.
- 2011 — Самолет группы разбился в Англии на авиасалоне в Борнмуте.[1]

## Галерея
- Группа Red Arrows выполняет фигуру «Пронзённое сердце»
- Hа авиашоу в Радоме в 2009 году
- Конкорд в сопровождении группы Red Arrows